# هزيمة غريبة
هزيمة غريبة (بالفرنسية: L'Étrange Défaite)‏ هو كتاب كتب في صيف عام 1940 من قبل المؤرخ الفرنسي مارك بلوخ. تم نشر الكتاب في عام 1946؛ في غضون ذلك، تعرض بلوخ للتعذيب وإطلاق النار على يد الغيستابو في يونيو 1944 لمشاركته في المقاومة الفرنسية. تم نشر ترجمة باللغة الإنجليزية بواسطة WW Norton في عام 1968. 

## أانظر أيضا
- تأريخ معركة فرنسا